# Upper East Side

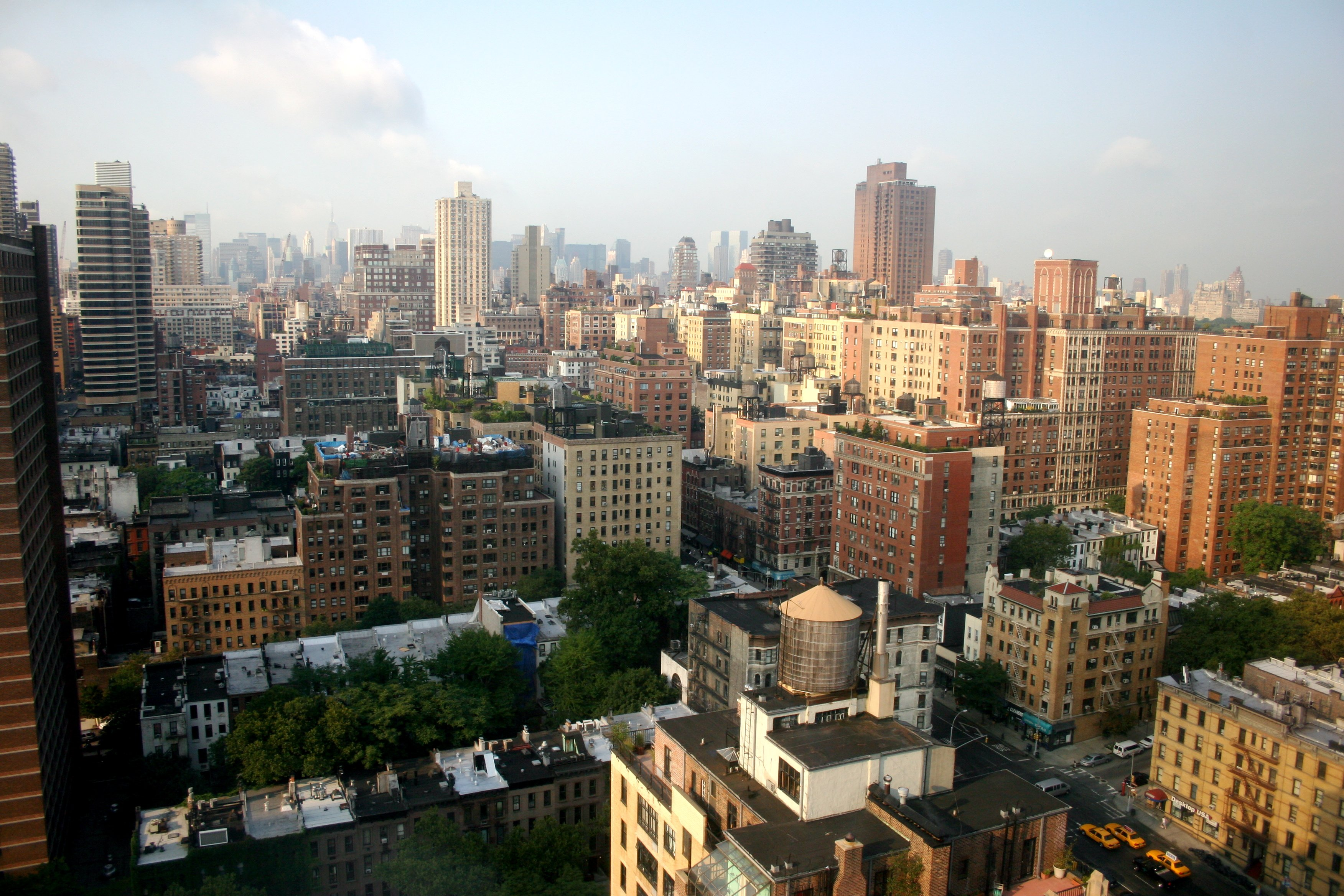
Blick über die Upper East Side, September 2007

Die Upper East Side (engl. für Obere Ostseite) ist ein Stadtteil im Stadtbezirk Manhattan in New York City. Er gilt als eines der elegantesten und wohlhabendsten Viertel New Yorks.
Laut United States Census von 2020 hatte die Upper East Side 220.261 Einwohner. Es bildet gemeinsam mit Roosevelt Island das Manhattan Community District 8, für den Stadtteil ist der 19. Bezirk des New Yorker Polizeidepartements zuständig. Die Postleitzahlen (ZIP-Code) sind 10021, 10028, 10065, 10075 und 10128.

## Beschreibung

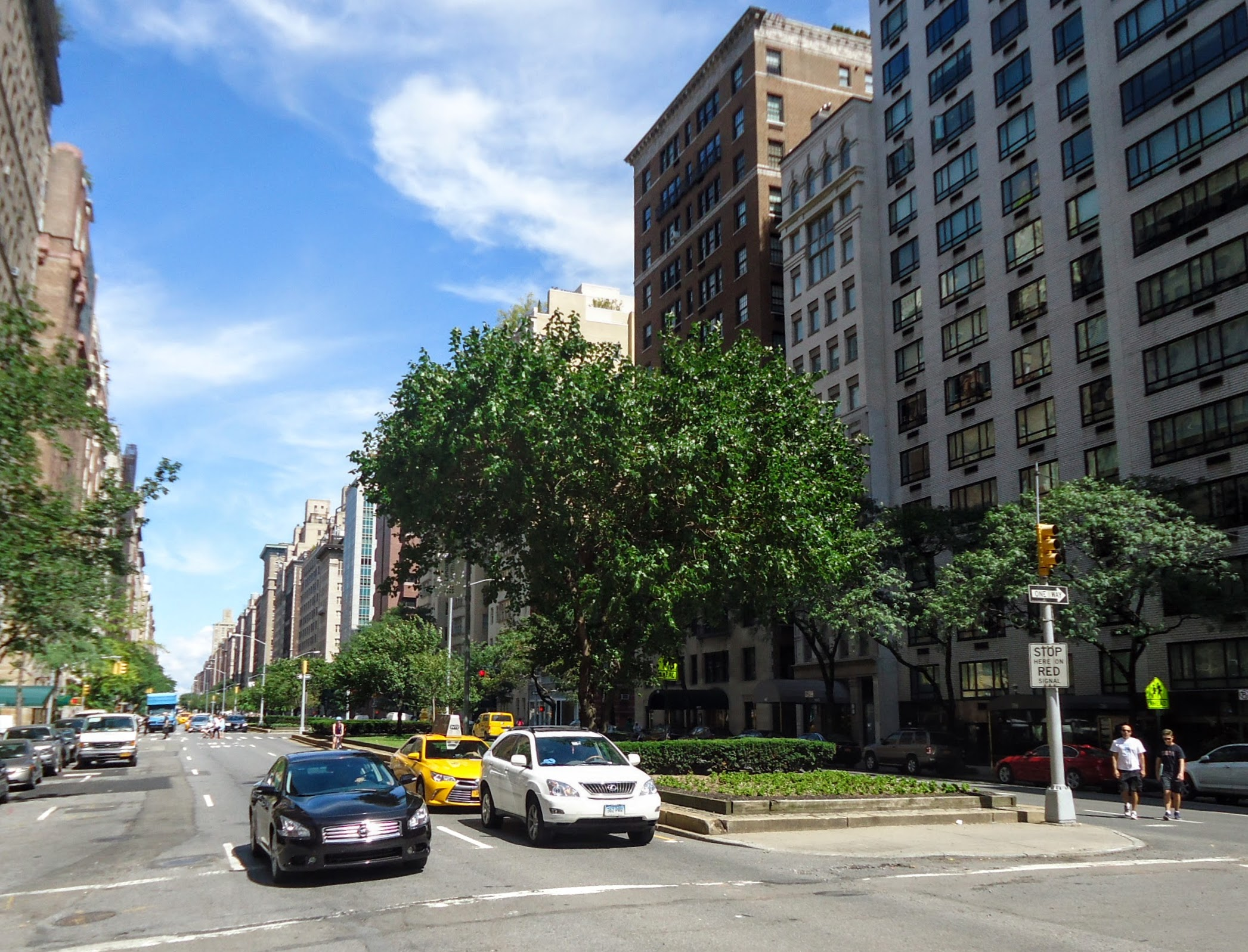
Park Avenue auf Höhe der 74th Street, Blick nach Norden

Die Upper East Side befindet sich auf der East Side von Manhattan zwischen der 59th Street und der 96th Street. Im Westen grenzt der Stadtteil an den Central Park, im Osten an den East River. Der Central Park teilt Manhattan zwischen der 59th Street im Süden und der 110th Street im Norden in die Upper East Side und die Upper West Side. Das Viertel Lenox Hill nimmt den Süden, die Viertel Carnegie Hill und Yorkville nehmen  den Norden des Stadtteils ein. In der 73rd Street zwischen der Third Avenue und Lexington Avenue befindet sich der East 73rd Street Historic District mit kleinen Reihenhäusern, die von Mitte des 19. bis Anfang des 20. Jahrhunderts erbaut wurden. Benachbarte Stadtteile sind im Norden East Harlem und im Süden Midtown Manhattan.
Zwischen der 59th und 60th Street führt ab der Second Avenue die Queensboro Bridge in den Stadtbezirk Queens. Parallel zur Brücke verbindet die Seilbahn Roosevelt Island Tramway die Insel Roosevelt Island mit Manhattan. Entlang des East Rivers verläuft der Parkway FDR Drive. Jenseits der Südwestecke von Upper East Side steht gegenüber vom Central Park das weltbekannte Hotel The Plaza. In der Upper East Side haben mehrere Konsulate und weitere ausländische Einrichtungen ihren Sitz.
Die Upper East Side umfasst eine Fläche von knapp 4,56 km², das Straßenbild ist vor allem auf der westlichen Seite nahe dem Central Park von eleganten Stadthäusern geprägt. In Richtung Norden und Osten ist der Stadtteil ein gewöhnlicheres Wohnviertel der Mittelschicht von Manhattan.  Das von zahlreichen Wohnhochhäusern geprägte Viertel hat eine sehr hohe Einwohnerdichte. Entlang der Fifth Avenue bilden mehrere Museen die bekannte Museum Mile von New York. Die Upper East Side wurde der reichen Bevölkerung wegen auch Silk Stocking District (Seidenstrümpfe-Stadtteil) genannt.

## Museen und Kulturelle Einrichtungen

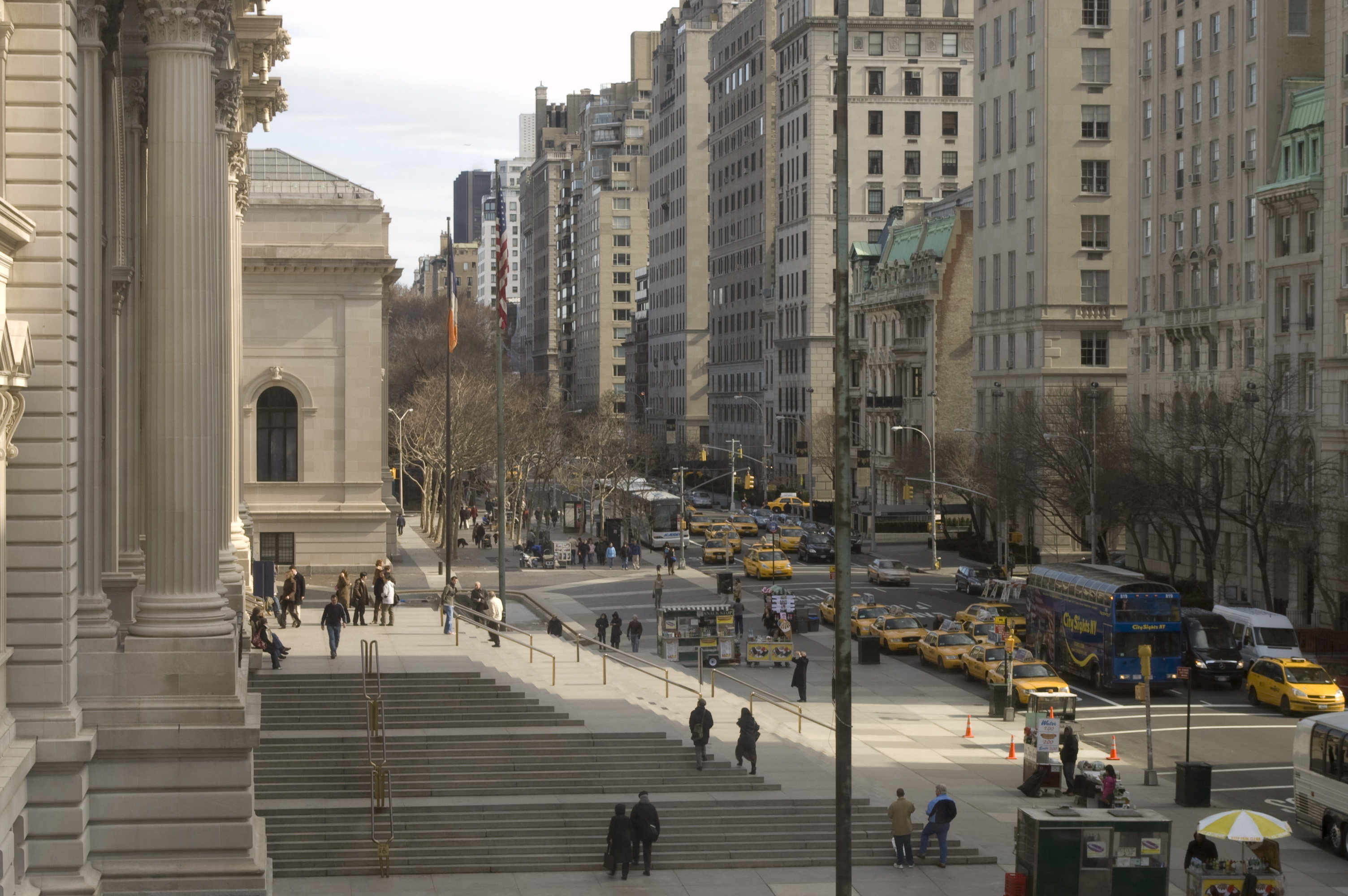
Blick vom Metropolitan Museum of Art nach Norden auf die 5. Avenue

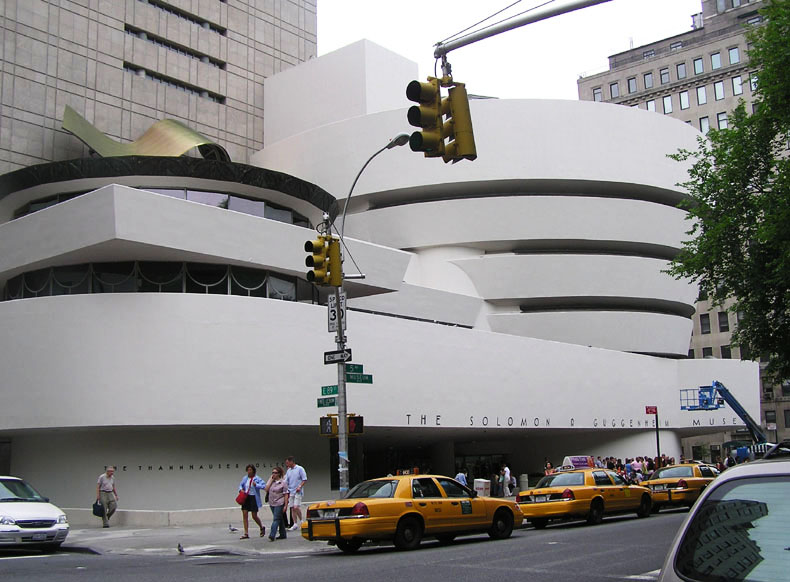
Das Guggenheim-Museum

Die Upper East Side verfügt über mehrere Museen an der Fifth Avenue zwischen der 70th Street und der 110th Street, die gemeinsam die Museum Mile bilden. Darunter befinden sich etwa das Metropolitan Museum of Art, das Guggenheim-Museum, die Neue Galerie, das National Academy Museum, das Cooper Hewitt Museum für Design, das Jewish Museum und die Frick Collection. Südöstlich der Museum Mile befindet sich der ehemalige Standort des Whitney Museum of American Art an der Madison Avenue und 75th Street in der Upper East Side (heute Meatpacking District).
Darüber hinaus befinden sich in der Upper East Side das Goethe-Institut an der 83rd Street und im Stadthaus 9 East 89th Street die Laufsport-Organisation New York Road Runners – in einem Block, der auch Fred Lebow Place genannt wird.

## Bildungseinrichtungen

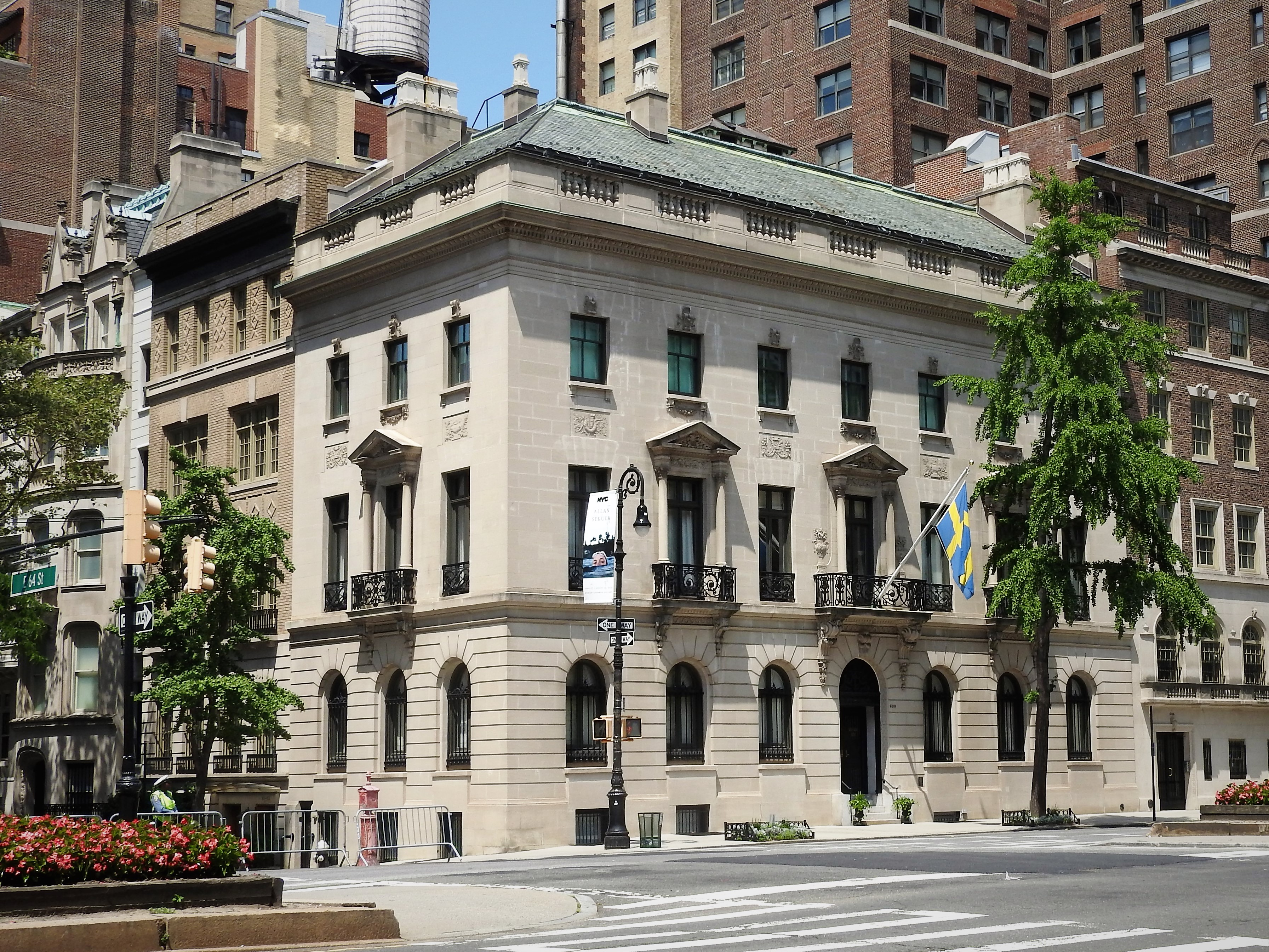
Schwedisches Konsulat

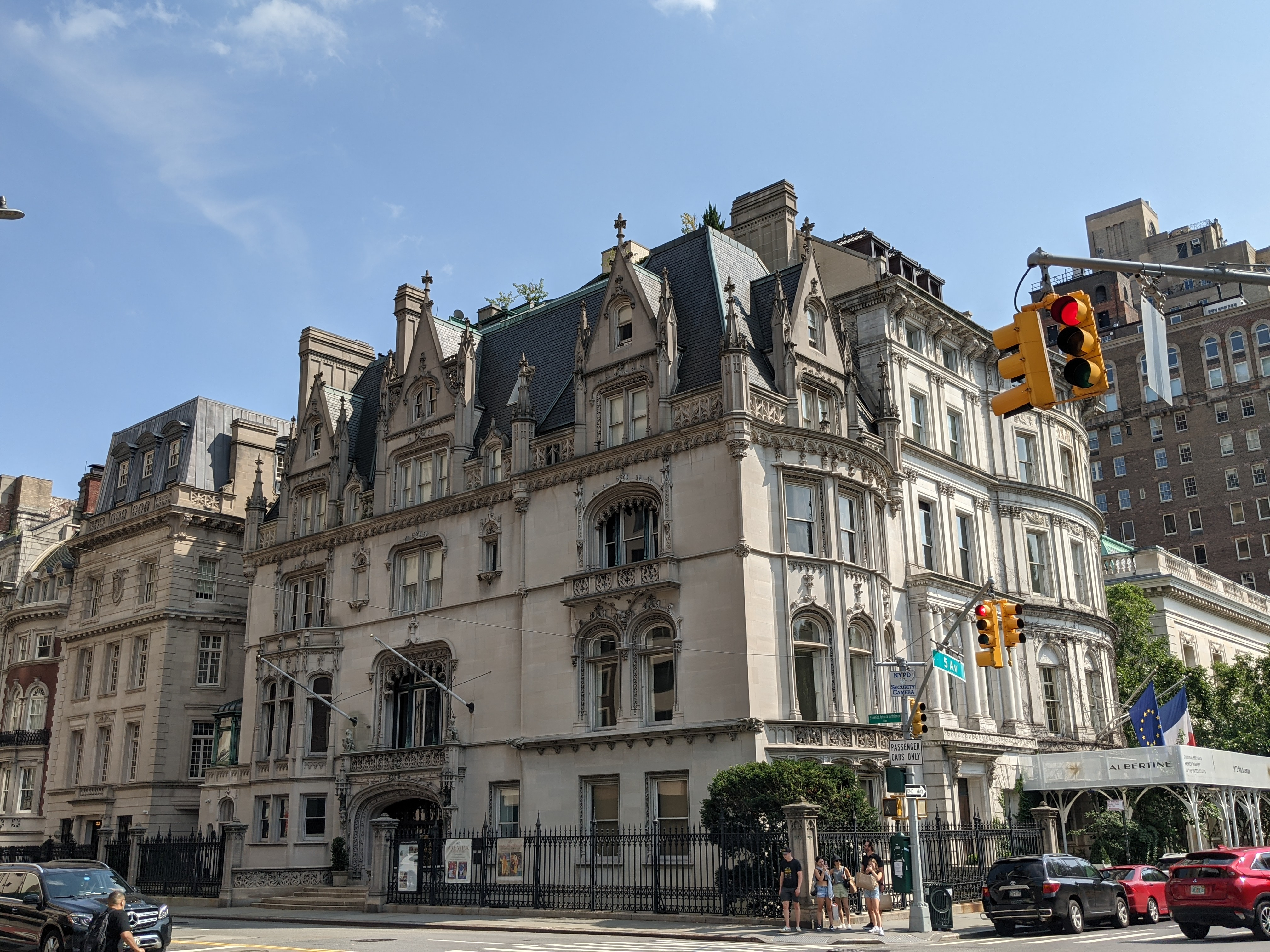
Harry F. Sinclair House – links Ukrainisches Institut, rechts französisches Konsulat

Neben zahlreichen Schulen befinden sich die Rockefeller University, die Icahn School of Medicine at Mount Sinai und das Hunter College an der Upper East Side.

## Demografie
Die demografischen Daten werden aus den 39 Census Tracts (Zählbezirke) der Upper East Side erfasst. Der Stadtteil wird überwiegend von Weißen bewohnt, die rund 75 % der Einwohnerschaft bilden. Laut Volkszählung von 2020 hatte der Stadtteil 220.261 Einwohner bei einer Einwohnerdichte von 48.302 pro km². Hier lebten 166.155 (75,4 %) Weiße, 22.639 (10,3 %) Asiaten, 17.077 (7,8 %) Hispanics und Latinos, 5.020 (2,3 %) Schwarze/Afroamerikaner,	1.456 (0,7 %) aus anderen Ethnien und 7.914 (3,6 %) aus zwei oder mehr Ethnien.

## Als Filmkulisse
Das Stadtviertel war und ist eine beliebte Kulisse der Filmindustrie: z. B. in den Filmen Frühstück bei Tiffany, Leben und sterben lassen, Men in Black, Twelve und Eiskalte Engel als auch in Fernsehserien wie Die Nanny, Sex and the City, Friends und Gossip Girl. Zudem wird die Upper East Side in der Serie Law & Order: Special Victims Unit erwähnt und auch als Drehort benutzt.